# Banja Laweh
Banja Laweh is een bestuurslaag in het regentschap Lima Puluh Kota van de provincie West-Sumatra, Indonesië. Banja Laweh telt 3030 inwoners (volkstelling 2010).